# Pont des Arts
De Pont des Arts (of Passerelle des Arts) is een voetgangersbrug te Parijs over de Seine. De brug verbindt het Collège des Quatre-Nations van het Institut de France met de Cour Carrée van het Louvre. Haar naam dankt zij aan het Louvre, dat onder het Eerste Franse Keizerrijk "Palais des Arts" werd genoemd. De brug is 155 m lang en 11 m breed.

## Geschiedenis

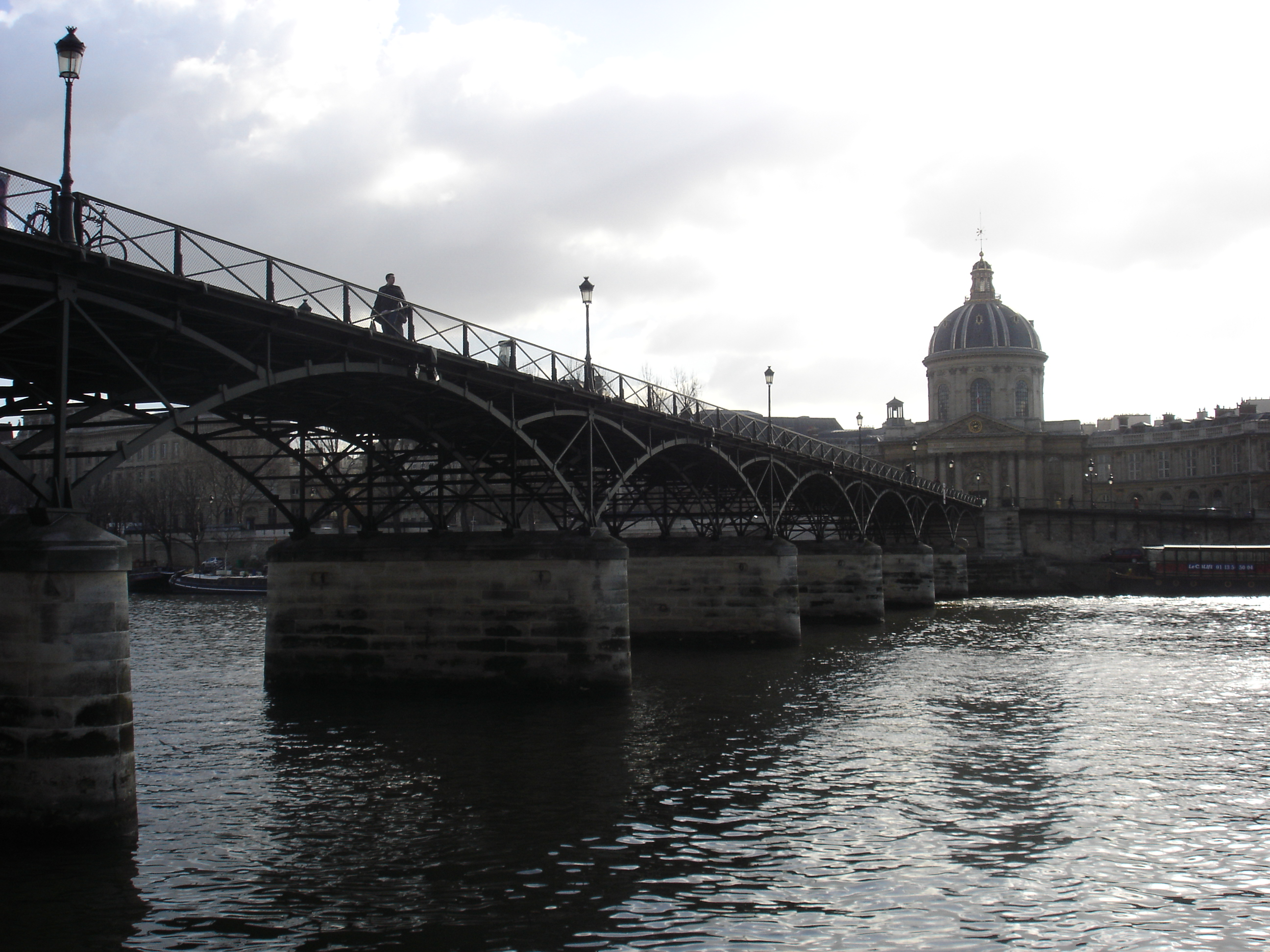
De brug vanaf de Rive Gauche

Op de plaats van de huidige Pont des Arts werd tussen 1802 en 1804 een gietijzeren wandelbrug met negen bogen gebouwd in opdracht van eerste consul Bonaparte. De brug was om twee redenen vernieuwend. Ten eerste was het de eerste ijzeren brug van het Europese continent (Engeland was toen het technisch meest geavanceerde land ter wereld) en bovendien was zij alleen toegankelijk voor voetgangers. De ingenieur Louis-Alexandre de Cessar had de voetbrug ontworpen als een soort hangende tuin, met struiken, bloembakken en bankjes. Wandelaars konden er bijvoorbeeld even uitrusten op bankjes tussen de sinaasappelbomen.
Tot 1849 werd er tol geheven (één sou), zoals gebruikelijk op vele bruggen in die tijd. Op de dag van de opening betaalden 65.000 Parijzenaars om de brug te mogen oversteken. In 1852 werden de twee bogen van de linkeroever tot één samengevoegd vanwege een verbreding van de quai Conti. In 1976 vestigde de Inspecteur Général des Ponts et Chaussées (algemeen inspecteur van Bruggen en Straten) de aandacht op de zwakheid van de brug, die te wijten was aan de bombardementen van 1918 en 1944 en aan verscheidene aanvaringen in 1961 en 1970. De brug werd voor verkeer gesloten in 1977 en stortte na een aanvaring in 1979 over 60 meter in.
De wederopbouw gebeurde in de periode 1981-1984, volgens de plannen van de architect Louis Arretche, die de brug in haar oorspronkelijke staat wilde laten herrijzen. De brug werd nu in staal opgetrokken en het aantal bogen werd verminderd van negen naar zeven, wat het mogelijk maakte om de brug in overeenstemming te brengen met de Pont Neuf. De loopbrug werd opnieuw in gebruik genomen op 27 juni 1984 door de toenmalige burgemeester van Parijs Jacques Chirac.
Vandaag de dag doet de brug soms dienst als tentoonstellingsplaats en is zij vooral populair door haar prachtige uitzicht op Parijs. Vanaf de brug heeft men zicht op de Pont-Neuf, het Paleis van Justitie, de torens van de Notre-Dame, het stadhuis van Parijs, het Louvre en de Pont du Carrousel. De Pont des Arts is daardoor zeer geliefd bij fotografen, tekenaars, schilders en picknickers.

## Culturele referenties

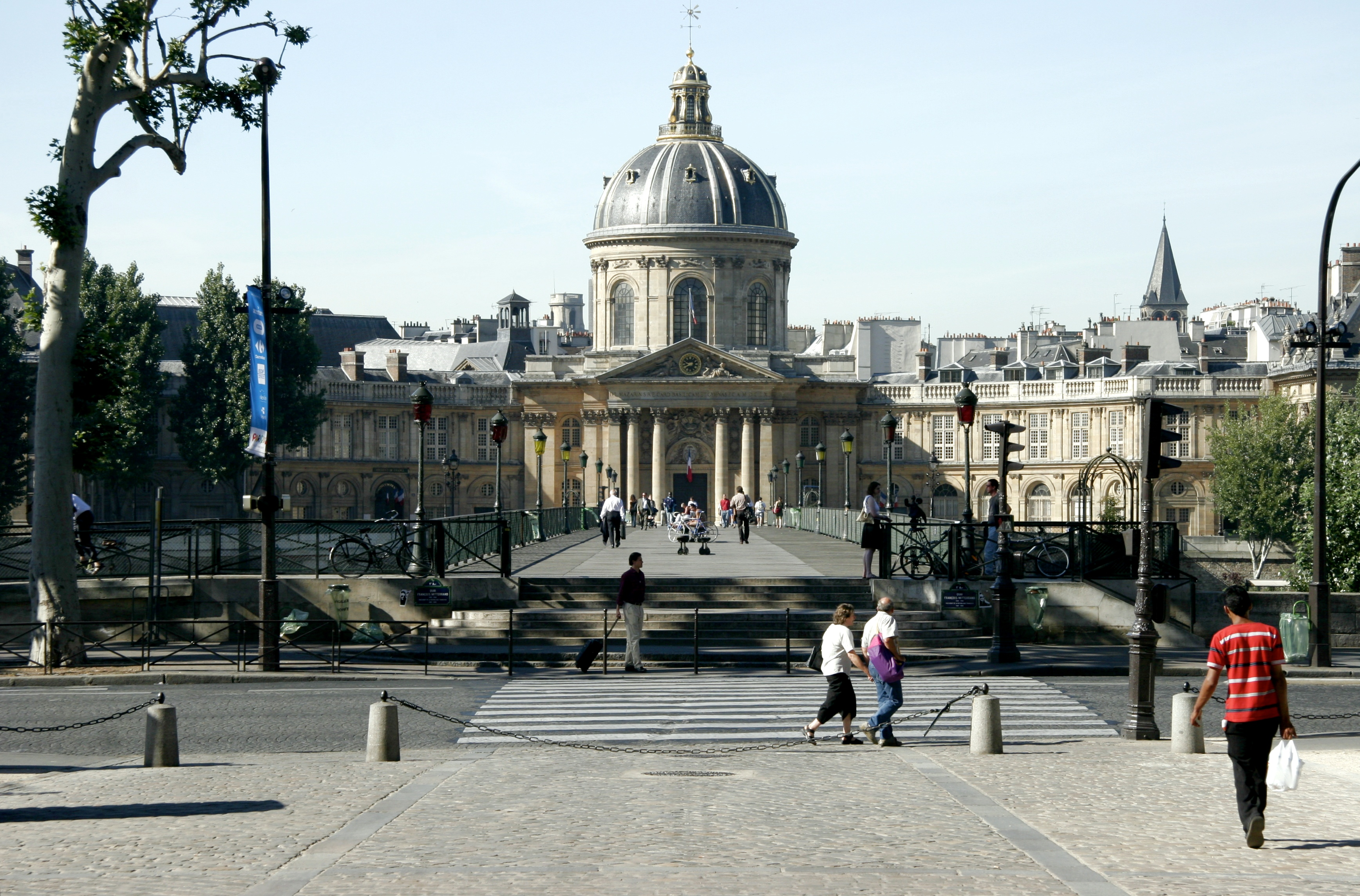
Zicht op het Collège des Quatre-Nations van het Institut de France vanaf het Louvre met daar tussenin de Pont des Arts

### Film
Le Pont des Arts is een Franse film van Eugène Green met Natacha Régnier en Denis Podalydès. De film vertelt over een onmogelijke liefdesrelatie tussen twee jonge mensen die elkaar nooit ontmoeten. Het verhaal speelt zich af in 1979 en 1980, dus op het moment van de instorting van de brug. De film ging in 2004 in première op het 57e Internationale filmfestival van Locarno.

### Lied
In zijn lied Le vent (uit het album Les Amoureux des bancs publics uit 1954) verwijst Georges Brassens naar de wind die over de brug waait:
Si, par hasard
Sur l'pont des Arts
Tu croises le vent, le vent fripon
Prudenc', prends garde à ton jupon
Si, par hasard
Sur l'pont des Arts
Tu croises le vent, le vent maraud
Prudent, prends garde à ton chapeau
Nederlandse vertaling:
Als, bij toeval
Op d'Pont des Arts
Je de wind tegenkomt, de ondeugende wind
Voorzichtig, let op je onderrok
Als, bij toeval
Op d'Pont des Arts
Je de wind tegenkomt, de roofwind
Voorzichtig, let op je hoed

### Folklore

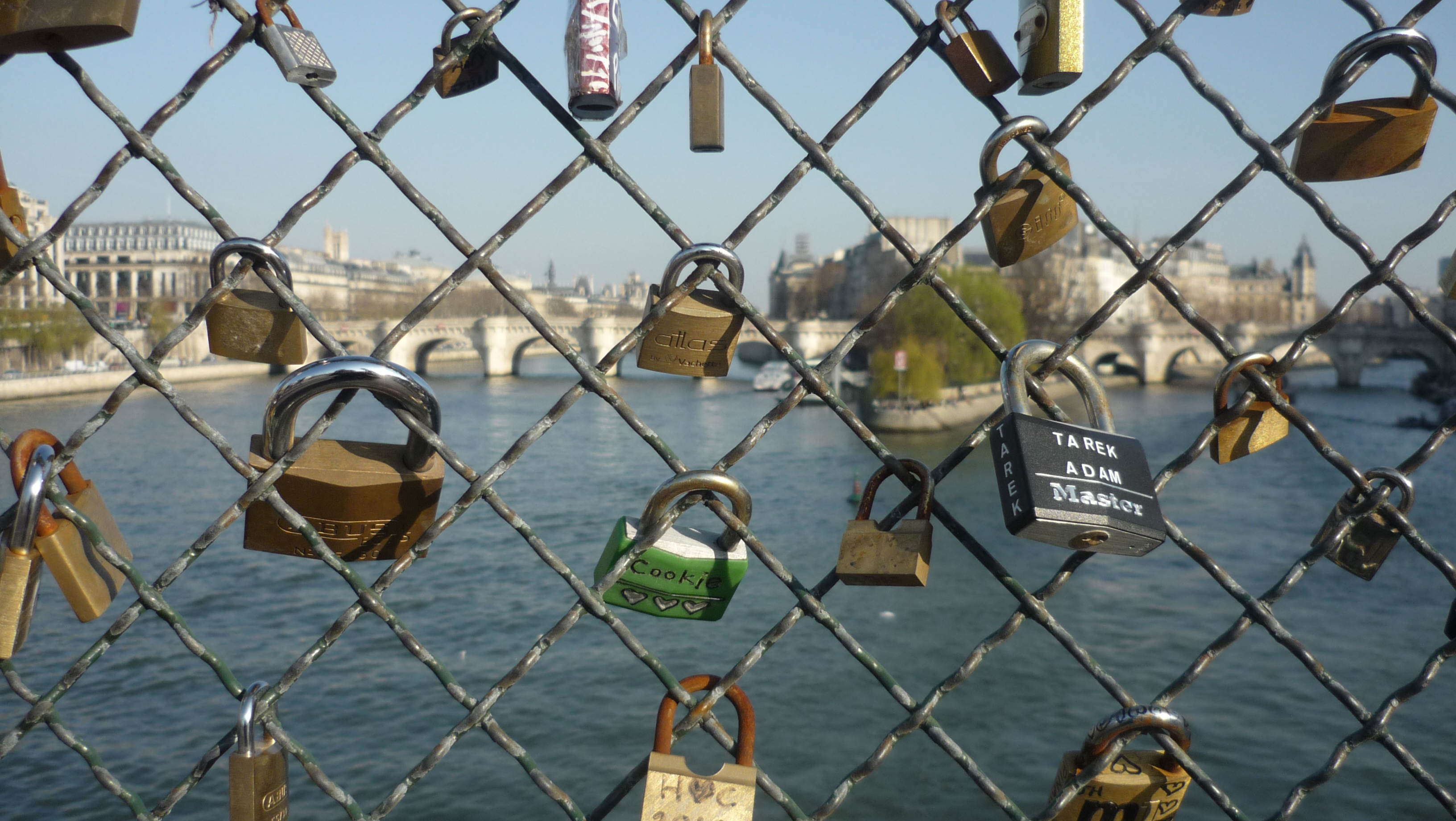
Liefdeshangsloten (Cadenas d'amour))

Liefdeskoppeltjes van over de hele wereld kwamen sinds 2008 naar deze brug om een hangslot aan de omheining van deze brug vast te maken, als teken van hun eeuwige liefde. De sleuteltjes werden in de rivier gegooid. De praktijk werd in september 2014 door het arrondissementsbestuur onmogelijk gemaakt door de vervanging van de relingen.

### Citaat
Onderstaat citaat is afkomstig uit het boek Civilisation van Kenneth Clark (1969)
"Je suis sur le pont des Arts à Paris. D'un côté de la Seine on voit la façade harmonieuse et sobre de l'Institut, bâti vers 1670 pour être un collège. Sur l'autre rive, le Louvre, construit depuis le Moyen Âge jusqu'au dix-neuvième siècle: un sommet de l'architecture classique, splendide et équilibré. En amont on voit le haut de Notre-Dame qui n'est peut-être pas la cathédrale la plus attirante, mais sûrement la façade la plus rigoureusement intellectuelle de tout l'art gothique. Les maisons qui longent les quais du fleuve montrent aussi de façon rationnelle et humaine ce que devrait être l'architecture des villes. En face de ces maisons, sous les arbres, s'alignent les boîtes des bouquinistes où des générations d'amateurs ont donné libre cours à ce passe-temps d'homme cultivé: collectionner les livres. Depuis cent cinquante ans, les élèves des Beaux-Arts passent sur ce pont pour aller étudier les chefs-d'œuvres du Louvre ; de retour dans leurs ateliers, ils discutent et rêvent de faire quelque chose qui soit digne de la grande tradition. Et sur ce pont, depuis Henry James, combien de pèlerins venus d'Amérique se sont-ils arrêtés pour respirer le parfum d'une culture aux racines lointaines, conscients de se sentir au centre même de la civilisation."

## Panorama

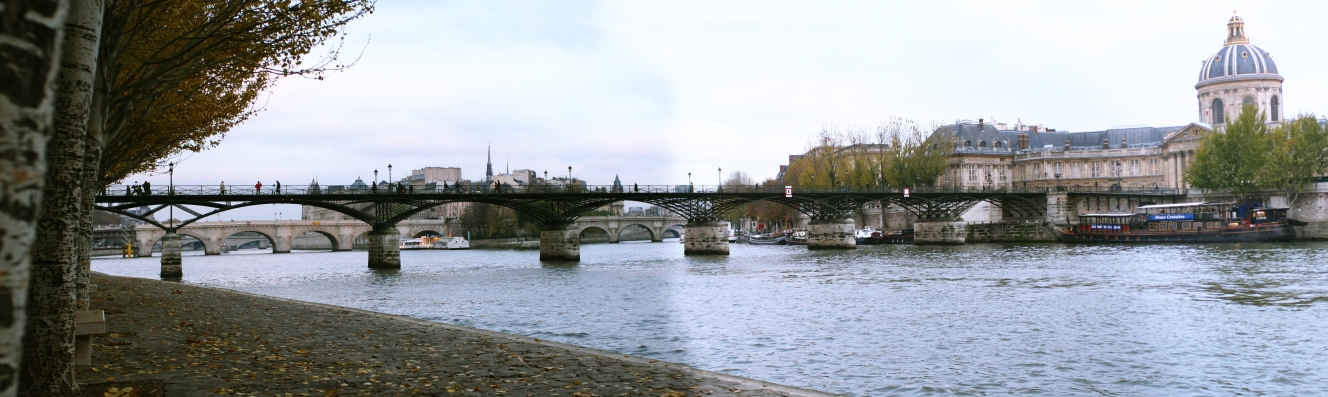
Panorama van de brug

## Locatie
De brug verbindt het 1e arrondissement met het 6e arrondissement. Verder zijn de metrostations Louvre - Rivoli en Pont Neuf nabij.